# مستشفى بوسطن للأطفال
مستشفى بوسطن للأطفال هي مستشفى أطفال تقع في مدينة بوسطن بولاية ماساتشوستس الأمريكية. تقع بجوار كلية هارفارد للطب ومعهد دانا-فاربر للسرطان، يضم المستشفى 485 سرير للأطفال.